# Irmgard Sinning
Irmgard Sinning o Irmi Sinning (1 de agosto de 1960, Höchstädt an der Donau, Alemania) es una investigadora alemana con experiencia en química, biología estructural y biofísica. Es profesora y directora del Centro de Bioquímica de la Universidad de Heidelberg, miembro de la Academia Alemana de las Ciencias Naturales Leopoldina y de la Organización Europea de Biología Molecular (EMBO). En 2014 recibió el Premio Gottfried Wilhelm Leibniz de la Fundación Alemana de Investigación (DFG).

## Biografía
Irmgard Sinning nació en Höchstädt, en el distrito de Dilinga en 1960. Ella y sus dos hermanos mayores crecieron en una granja en Schwenningen, un pueblo de unos mil habitantes en la ribera del Danubio. En su adolescencia, se interesó especialmente por la química, la biología y la música. Completó la educación secundaria en Dilinga y realizó estudios superiores en la Universidad de Múnich, donde se graduó en Química de la alimentación. En 1985, inició un trabajo de doctorado en el Instituto Max Planck de Bioquímica en Martinsried con Hartmut Michel, y se trasladó con el mismo grupo poco después al Instituto Max Planck de Biofísica en Fráncfort. Durante este tiempo, participó en el estudio de la estructura del centro de reacción fotosintético que le valió a su supervisor el Premio Nobel de Química en 1988.
Tras obtener el título de doctorado en 1989 en la Universidad de Múnich, continuó trabajando en el Instituto Max Planck de Fráncfort como hasta 1991. Entre 1991 y 1993, realizó un postdoctorado en la Universidad de Uppsala. Posteriormente, dirigió durante varios años un grupo de investigación en el Laboratorio Europeo de Biología Molecular en Heidelberg. En 2000 recibió un puesto como profesora en el Centro de Bioquímica de la Universidad de Heidelberg, del que fue nombrada directora en 2006.

## Actividades científicas

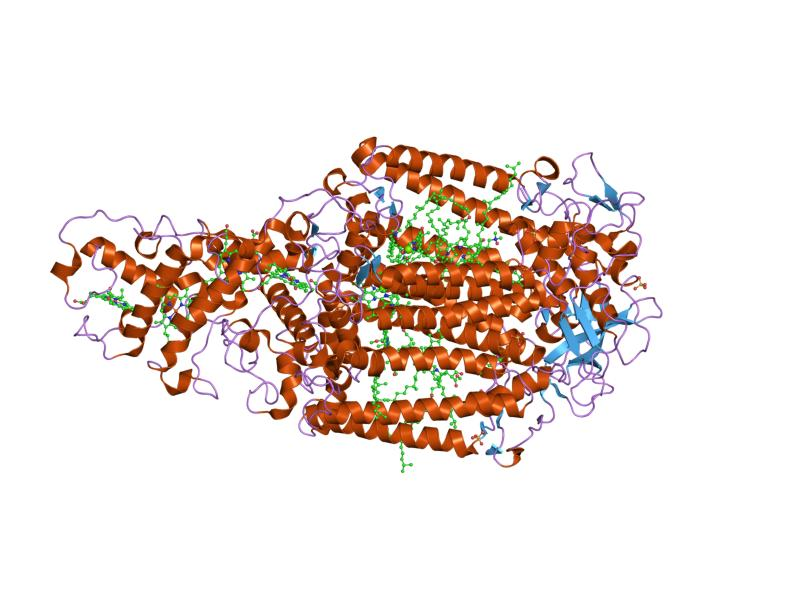
Centro de reacción fotosintético de R. viridis. La descripción de esta estructura publicada en 1995 en Journal of Molecular Biology es la obra más citada de Irmgard Sinning.

La labor de investigación de Irmgard Sinning se centra en complejos moleculares de importancia biológica, como la partícula de reconocimiento de señal (SRP), una molécula implicada en el transporte de proteínas en las células, y los receptores acoplados a proteínas G o GPCR, proteínas transmembranales que activan la célula ante la presencia de ciertas moléculas , como hormonas, neurotransmisores y son importantes en el desarrollo de medicamentos. Sinning combina el uso de la cristalografía de rayos X para determinar la estructura de estas proteínas con otros métodos complementarios, necesarios para determinar su modo de funcionamiento.
Irmgard Sinning ha ocupado varios cargos en asociaciones científicas: es miembro permanente de la comisión del senado de la Asociación Helmholtz en el área de la salud desde 2010. Fue presidente de la Asociación para la Bioquímica y Biología Molecular entre 2011 y 2013, y, desde 2012, es presidente del panel de expertos en bioquímica y biofísica de la Fundación Alemana de Investigación y miembro del Comité Directivo de la red CellNetworks, una colaboración multidisciplinar de centros dedicados a la investigación biológica en Heidelberg. Es editora de FEBS Letters, una publicación internacional de la Federación de Sociedades Bioquímicas Europeas especializada en la biología molecular.

## Reconocimientos y honores
- HMLS Investigator Award (2010).[6]
- Miembro de la Academia Alemana de las Ciencias Naturales Leopoldina (2010)
- Miembro de la Organización Europea de Biología Molecular (2010).
- Premio Gottfried Wilhelm Leibniz, otorgado por la Fundación Alemana de Investigación (2014)